# Cử tạ tại Đại hội Thể thao Đông Nam Á 2017
Môn Cử tạ thi đấu tại Đại hội Thể thao Đông Nam Á 2017 sẽ diễn ra tại Trung tâm triển lãm và thương mại quốc tế Malaysia ở Kuala Lumpur.

## Hạng mục
Có 5 hạng mục tương ứng với các hạng cân:
| - 56 kg Nam - 62 kg Nam - 69 kg Nam - 77 kg Nam - 85 kg Nam |

## Vận động viên giành huy chương

### Nam
| Event | Vàng                       | Vàng   | Bạc                                    | Bạc | Đồng                             | Đồng |
| ----- | -------------------------- | ------ | -------------------------------------- | --- | -------------------------------- | ---- |
| 56 kg | Thạch Kim Tuấn · Việt Nam  | 269    | Surahmat bin Suwoto Wijoyo · Indonesia | 267 | Witoon Mingmoon · Thái Lan       | 259  |
| 62 kg | Trịnh Văn Vinh · Việt Nam  | 307 GR | Eko Yuli Irawan · Indonesia            | 306 | Myint Kyi · Myanmar              | 284  |
| 69 kg | Deni · Indonesia           | 312    | Tairat Bunsuk · Thái Lan               | 310 | Phạm Tuấn Anh · Việt Nam         | 306  |
| 77 kg | I Ketut Ariana · Indonesia | 325    | Nguyễn Hồng Ngọc · Việt Nam            | 307 | Loro Wellkinson Peuji · Malaysia | 295  |
| 85 kg | Pornchai Lapsi · Thái Lan  | 337    | Mohamad Fazrul Azrie Mohdad · Malaysia | 323 | Hoàng Tấn Tài · Việt Nam         | 322  |

## Bảng tổng sắp huy chương
Host nation
| Hạng               | Đoàn               | Vàng | Bạc | Đồng | Tổng số |
| ------------------ | ------------------ | ---- | --- | ---- | ------- |
| 1                  | Indonesia          | 2    | 2   | 0    | 4       |
| 2                  | Việt Nam           | 2    | 1   | 2    | 5       |
| 3                  | Thái Lan           | 1    | 1   | 1    | 3       |
| 4                  | Malaysia           | 0    | 1   | 1    | 2       |
| 5                  | Myanmar            | 0    | 0   | 1    | 1       |
| Tổng số (5 đơn vị) | Tổng số (5 đơn vị) | 5    | 5   | 5    | 15      |